# Presidente Manuel A. Roxas
Presidente Manuel A. Roxas é um município de  quinta classe de renda municipal (d) na província Zamboanga do Norte, nas Filipinas. De acordo com o censo de 1 de maio  de  2020 possui uma população de 39 198 pessoas e 9 798 domicílios.